# 800 mètres féminin aux championnats du monde d'athlétisme 2015
Navigation
Moscou 2013 Londres 2017
L'épreuve du 800 mètres féminin des championnats du monde de 2015 s'est déroulée du 26 au 29 août 2015 dans le Stade national, le stade olympique de Pékin, en Chine. Elle est remportée par la Biélorusse Maryna Arzamasava.

## Résultats

### Finale
| Rang               | Nom                   | Nationalité | Temps   | Notes |
| ------------------ | --------------------- | ----------- | ------- | ----- |
| Médaille d'or      | Maryna Arzamasava     | Biélorussie | 1:58.03 |       |
| Médaille d'argent  | Melissa Bishop        | Canada      | 1:58.12 |       |
| Médaille de bronze | Eunice Sum            | Kenya       | 1:58.18 |       |
| 4                  | Rababe Arafi          | Maroc       | 1:58.90 |       |
| 5                  | Shelayna Oskan-Clarke | Royaume-Uni | 1:58.99 |       |
| 6                  | Nataliia Lupu         | Ukraine     | 1:58.99 |       |
| 7                  | Joanna Jóźwik         | Pologne     | 1:59.09 |       |
| 8                  | Rénelle Lamote        | France      | 1:59.70 |       |

### Demi-finales
Qualification : deux premières de chaque série(Q) et les deux meilleurs temps (q) se qualifient pour la finale.
| Rang | Série | Nom                   | Nationalité      | Temps   | Notes |
| ---- | ----- | --------------------- | ---------------- | ------- | ----- |
| 1    | 3     | Melissa Bishop        | Canada           | 1:57.52 | Q, NR |
| 2    | 3     | Maryna Arzamasava     | Biélorussie      | 1:57.54 | Q, PB |
| 3    | 3     | Eunice Sum            | Kenya            | 1:57.56 | q     |
| 4    | 3     | Joanna Jóźwik         | Pologne          | 1:58.35 | q, PB |
| 5    | 3     | Sifan Hassan          | Pays-Bas         | 1:58.50 | PB    |
| 6    | 1     | Rababe Arafi          | Maroc            | 1:58.55 | Q, PB |
| 7    | 1     | Nataliya Lupu         | Ukraine          | 1:58.57 | Q, SB |
| 8    | 1     | Selina Buchel         | Suisse           | 1:58.63 |       |
| 9    | 2     | Shelayna Oskan-Clarke | Royaume-Uni      | 1:58.86 | Q, PB |
| 9    | 2     | Renelle Lamote        | France           | 1:58.86 | Q, PB |
| 11   | 2     | Olha Lyakhova         | Ukraine          | 1:58.94 | PB    |
| 12   | 3     | Malika Akkaoui        | Maroc            | 1:59.03 | SB    |
| 13   | 3     | Lucia Klocova         | Slovaquie        | 1:59.14 | SB    |
| 14   | 3     | Lynsey Sharp          | Royaume-Uni      | 1:59.33 |       |
| 15   | 1     | Fabienne Kohlmann     | Allemagne        | 1:59.42 |       |
| 16   | 2     | Angie Petty           | Nouvelle-Zélande | 1:59.53 |       |
| 17   | 2     | Fiona Benson          | Canada           | 1:59.59 | PB    |
| 18   | 1     | Sofia Ennaoui         | Pologne          | 2:00.11 | PB    |
| 19   | 1     | Brenda Martinez       | États-Unis       | 2:00.27 |       |
| 20   | 2     | Rose Mary Almanza     | Cuba             | 2:00.38 |       |
| 21   | 2     | Molly Beckwith-Ludlow | États-Unis       | 2:00.43 |       |
| 22   | 1     | Jennifer Meadows      | Royaume-Uni      | 2:00.53 |       |
| 23   | 2     | Christina Hering      | Allemagne        | 2:00.81 |       |
| 24   | 1     | Caster Semenya        | Afrique du Sud   | 2:03.18 |       |

### Séries
Qualification : 3 premières de chaque série (Q) et les 6 meilleurs temps (q) se qualifient pour les demi-finales.
| Rang | Série | Nom                       | Nationalité               | Temps   | Notes |
| ---- | ----- | ------------------------- | ------------------------- | ------- | ----- |
| 1    | 1     | Maryna Arzamasava         | Biélorussie               | 1:58.69 | Q, SB |
| 2    | 1     | Lynsey Sharp              | Royaume-Uni               | 1:58.98 | Q, SB |
| 3    | 1     | Caster Semenya            | Afrique du Sud            | 1:59.59 | Q, SB |
| 4    | 1     | Nataliya Lupu             | Ukraine                   | 1:59.62 | q, SB |
| 5    | 2     | Eunice Sum                | Kenya                     | 1:59.67 | Q     |
| 6    | 2     | Olha Lyakhova             | Ukraine                   | 1:59.92 | Q, PB |
| 7    | 2     | Sifan Hassan              | Pays-Bas                  | 1:59.94 | Q     |
| 8    | 2     | Renelle Lamote            | France                    | 2:00.20 | q     |
| 9    | 6     | Melissa Bishop            | Canada                    | 2:00.23 | Q     |
| 10   | 6     | Selina Buchel             | Suisse                    | 2:00.25 | Q     |
| 11   | 1     | Christina Hering          | Allemagne                 | 2:00.36 | q     |
| 12   | 3     | Rababe Arafi              | Maroc                     | 2:00.37 | Q, PB |
| 12   | 6     | Malika Akkaoui            | Maroc                     | 2:00.37 | Q, SB |
| 14   | 3     | Fiona Benson              | Canada                    | 2:00.53 | Q     |
| 15   | 3     | Brenda Martinez           | États-Unis                | 2:00.54 | Q     |
| 16   | 3     | Angie Petty               | Nouvelle-Zélande          | 2:00.62 | q     |
| 17   | 6     | Jennifer Meadows          | Royaume-Uni               | 2:00.70 | q     |
| 17   | 1     | Molly Beckwith-Ludlow     | États-Unis                | 2:00.70 | q     |
| 19   | 1     | Tintu Lukka               | Inde                      | 2:00.95 | SB    |
| 20   | 6     | Anita Hinriksdottir       | Islande                   | 2:01.01 | SB    |
| 21   | 6     | Anastasiya Tkachuk        | Ukraine                   | 2:01.07 |       |
| 22   | 4     | Sofia Ennaoui             | Pologne                   | 2:01.16 | Q     |
| 23   | 4     | Rose Mary Almanza         | Cuba                      | 2:01.33 | Q     |
| 24   | 4     | Lucia Klocova             | Slovaquie                 | 2:01.35 | Q     |
| 25   | 2     | Charline Mathias          | Luxembourg                | 2:01.36 |       |
| 26   | 4     | Janeth Jepkosgei Busienei | Kenya                     | 2:01.40 |       |
| 27   | 5     | Fabienne Kohlmann         | Allemagne                 | 2:01.42 | Q     |
| 28   | 4     | Simoya Campbell           | Jamaïque                  | 2:01.43 |       |
| 29   | 3     | Yevgeniya Subbotina       | Russie                    | 2:01.50 |       |
| 30   | 5     | Joanna Jóźwik             | Pologne                   | 2:01.62 | Q     |
| 31   | 5     | Shelayna Oskan-Clarke     | Royaume-Uni               | 2:01.72 | Q     |
| 32   | 2     | Flavia de Lima            | Brésil                    | 2:01.76 |       |
| 33   | 5     | Natoya Goule              | Jamaïque                  | 2:02.37 |       |
| 34   | 5     | Deborah Rodriguez         | Uruguay                   | 2:02.46 |       |
| 35   | 5     | Noélie Yarigo             | Bénin                     | 2:02.48 |       |
| 36   | 4     | Esther Guerrero           | Espagne                   | 2:02.64 |       |
| 37   | 3     | Zhao Jing                 | Chine                     | 2:03.08 | SB    |
| 38   | 2     | Habitam Alemu             | Éthiopie                  | 2:03.19 |       |
| 39   | 6     | Margaret Nyairera Wambui  | Kenya                     | 2:03.52 |       |
| 40   | 4     | Ciara Everard             | Irlande                   | 2:03.98 |       |
| 41   | 5     | Alysia Johnson Montano    | États-Unis                | 2:09.57 |       |
| 42   | 3     | Donna Koniel              | Papouasie-Nouvelle-Guinée | 2:12.51 |       |
| 43   | 5     | Andrea Foster             | Guyana                    | 2:17.39 |       |
| 44   | 1     | Aye Aye Aung              | Birmanie                  | 2:37.51 |       |
|      | 3     | Amela Terzić              | Serbie                    | DNS     |       |

## Légende
Records et Performances
- AR : Record continental (area record)
- CR : Record des championnats (championship record)
- MR : Record du meeting (meet record)
- NR : Record national (national record)
- OR : Record olympique (olympic record)
- PR : Record paralympique (paralympic record)
- PB : Record personnel (personal best)
- SB : Meilleure performance personnelle de la saison (season's best)
- WL : Meilleure performance mondiale de l'année (world leader)
- WJR : Record du monde junior (world junior record)
- WR : Record du monde (world record)

Circonstances et Conditions
- DNF : N'a pas terminé (did not finish)
- DNS : N'a pas pris le départ (did not start)
- DQ : Disqualification (disqualification)
- NM : Aucun essai valable enregistré (No Mark)
- Q : Qualifié « directement » au prochain tour (ou à la prochaine compétition), lors d'une compétition majeure, grâce au classement ou à la réalisation des minima (automatic qualifier)
- q : Qualifié au prochain tour (ou à la prochaine compétition), lors d'une compétition majeure, grâce au repêchage ou à la réalisation de l'une des meilleures performances parmi celles des « non qualifiés directement » (grâce au meilleur temps ou à la meilleure distance par exemple) (secondary qualifier)